# Сапроново (Ленинский район)
Сапроново — деревня в Ленинском городском округе Московской области России.

## География
Деревня Сапроново находится примерно в 2 км к юго-востоку от центра города Видного. Западнее деревни проходит автодорога М4 «Дон». Рядом с деревней протекает река Битца. Ближайшие сельские населённые пункты — деревня Калиновка и село Ермолино.
К востоку от старой частной застройки Сапроново расположен многоэтажный микрорайон Купелинка, к северу — коттеджный посёлок Сапроново.

## История
В XVII веке деревня Калиновка числилась во владениях государя. В 1706 году по указу Петра I деревня Калиновка вместе с рядом других населённых пунктов была пожалована Александру Даниловичу Меньшикову.
В XIX веке деревня Сапроново входила в состав Сухановской волости волости Подольского уезда. В 1899 году в деревне проживало 150 человек.
С 2015 года территория, отнесённая к деревне Сапроново, активно застраивается объектами массовой жилой застройки, и образуется микрорайон Купелинка, включающий жилые комплексы: квартал Северный, Эко-Видное 2.0, Видный Берег, Видный Берег 2, Васнецов, Шишкин, Первый Квартал, состоящие из многоквартирных домов.
До 2006 года деревня входила в Горкинский сельский округ Ленинского района, а с 2006 до 2019 года в рамках организации местного самоуправления входила в городское поселение Горки Ленинские Ленинского муниципального района.
С 2019 года входит в Ленинский городской округ.

## Население
| 2002 | 2006 | 2010 | 2021    |
| ---- | ---- | ---- | ------- |
| 27   | ↗32  | ↗66  | ↗16 817 |

Согласно Всероссийской переписи, в 2002 году в деревне проживало 27 человек (12 мужчин и 15 женщин). По данным на 2005 год в деревне проживало 32 человека.
С 2015 года население деревни значительно возросло в связи со строительством микрорайона Купелинка.